# Amt Rodheim
Das Amt Rodheim war ein Amt der Grafschaft Hanau-Münzenberg, der Landgrafschaft Hessen-Kassel und des Großherzogtums Hessen.

## Funktion
In der Frühen Neuzeit waren Ämter eine Ebene zwischen den Gemeinden und der Landesherrschaft. Die Funktionen von Verwaltung und Rechtsprechung waren hier nicht getrennt. Dem Amt stand ein Amtmann vor, der von der Landesherrschaft eingesetzt wurde. 

## Vorgeschichte
Das Gebiet Amtes Rodheim gehörte anteilig seit der Münzenberger Erbschaft zur Herrschaft Hanau, später zur Grafschaft Hanau-Münzenberg und zu Falkenstein. 1367 konnte Hanau seinen Anteil in Folge der Falkensteiner Fehde auf die Hälfte aufstocken. In dieser Zeit wurde der Hanauer Anteil durch das Hanauer Amt Windecken verwaltet.

## Geschichte
1578 und 1595 konnte Hanau die übrigen Anteile des Gebietes erwerben, das nun komplett Bestandteil der Grafschaft Hanau-Münzenberg wurde. Diese gliederte das Gebiet aus dem Amt Windecken aus und schuf ein eigenes Amt Rodheim daraus.
1669 verpfändete Graf Friedrich Casimir von Hanau, der für seine den finanziellen Rahmen seiner Grafschaft sprengende Hofhaltung weiteres Geld benötigte, das Amt Rodheim für 9000 Taler an den Landgrafen Georg Christian von Hessen-Homburg. Die kurz darauf wegen der Verschwendungssucht des Grafen Friedrich Casimir in der Grafschaft Hanau durch den Kaiser eingesetzte Zwangsverwaltung klagte dagegen beim Reichskammergericht, das die Rechtswidrigkeit des Geschäfts bestätigte und es rückgängig machte. In Anlehnung an diesen historischen Hintergrund wurde zuerst 1949 und in überarbeiteter Fassung im November 2010 das Theaterstück „Der Wald brennt“ von Hermann Fornoff und Hans-Kurt Jacobi in Rodheim aufgeführt.
1736, mit dem Tod des Grafen Johann Reinhard III. von Hanau, erbte der Landgraf von Hessen-Kassel auch das Amt Rodheim. 1741 wurde dem Amt auch der Ort Burgholzhausen vor der Höhe unterstellt. 1806 kam es unter französische Verwaltung, da Frankreich das Kurfürstentum besetzte, weil es sich weigerte, dem Rheinbund beizutreten. Am 11. Mai 1810 schlossen dann das Großherzogtum Hessen und Frankreich einen Staatsvertrag, mit dem Frankreich Gebiete, die es 1806 Kurhessen abgenommen hatte, an das Großherzogtum weiter gab. Der im Mai geschlossene Vertrag wurde von Napoléon aber erst am 17. Oktober 1810 unterschrieben. Das hessische Besitzergreifungspatent datiert so erst vom 10. November 1810 und umfasste auch das Amt Rodheim. Es verblieb auch nach dem Wiener Kongress im Großherzogtum.
1820 wurde das Amt Rodheim dem Amt Vilbel und Kloppenheim zugeschlagen. Dieses hatte auch nur noch ein Jahr Bestand, bevor es aufgelöst wurde (siehe dazu hier). Letzter Amtmann war von 1816 bis 1821 Joseph Aloys Seitz, der dann Landrat des Landratsbezirks Vilbel wurde.

## Bestandteile
Zum Amt Rodheim gehörten:
- Burgholzhausen vor der Höhe, („Holzhausen“), seit 1741
- Nieder-Eschbach
- Ober-Eschbach
- Rodheim
- Steinbach